# 国民議会 (ブルガリア)
国民議会（こくみんぎかい、ブルガリア語: Народно събрание、ラテン文字転写: Narodno sabranie）は、ブルガリア共和国の一院制の立法府。1879年に、当時の憲法によって設立された。

## 通常の国民議会
国民議会は任期4年で、240人の議員で構成される。選挙は比例代表制が採用されているが、全240議席中209議席は複数人が選出される選挙区において、31議席は1名のみが選出される選挙区で選出される。この選挙制度は2009年5月15日に公布された改正選挙法によるものである。阻止条項として、政党に議席が配分されるためには全国での得票率が 4% 以上でなければならない。ブルガリアは複数政党制となっているが、1991年憲法の規定により単一の政党がすべての国権を独占することは禁止されている。
国民議会は法律の制定、予算の承認、大統領選挙の予定決定、首相およびその他の閣僚の指名と解任、宣戦布告、和平の締結の宣言、ブルガリア領外への軍隊の配備の宣言や国際条約・協定の批准についての責任を負っている。

## 大国民議会
通常の国民議会に加えて、大国民議会（ブルガリア語: Велико народно събрание、ラテン文字転写: Veliko narodno sabranie）が招集されることがある。大国民議会では、新憲法の採択、基本的市民権に関する条項などの憲法の改正、共和国領の変動などについて議論がなされる。ブルガリア王国時代には、大国民議会は国王（ツァール）が成年に達していない場合に摂政を選任する権限を有していた。第1期および第3期大国民議会では、オスマン帝国から解放されブルガリア公国が成立したさいに、アレクサンダルとフェルディナントの2人の大公（クニャス）を選出した。
機関としての大国民議会は1879年のタルノヴォ憲法で導入され、1947年にいったん廃止されるが、1991年憲法で再導入された。ただこの間の憲法規定がそれぞれで異なっていたため、議員の構成もまたそれぞれで異なっていた。1991年憲法では、大国民議会は通常の国民議会とは異なり、400人の議員で構成される。1991年憲法は第7期大国民議会で採択されたものだが、この大国民議会の議員は200人が比例代表制で、またこれとは別の200人が小選挙区制でそれぞれ選出されていた。憲法では、大国民議会の選挙は通常の国民議会と同じ方法で行なうことが規定されている。また議案の可決には、それぞれ異なる日程で採決を3回行い、それぞれで3分の2以上の賛成を要する。大国民議会はまた通常の国民議会と同じ機能を有することもあり、急を要する場合には通常の立法を行なうことがある。選挙のさいに示された大国民議会の目的が終了すれば、大国民議会は解散し、大統領は通常の国民議会選挙の日程を定めることとなっている。
ブルガリアでは過去に7度の大国民議会が招集されているが、最近では1990年7月10日から1991年7月12日までに開かれた、現行憲法を採択したものがある。

## 建物
国民議会の本館は歴史的重要性を持つとして文化的建造物に指定されている。この建物はソフィアの中心地区にあり、セルビア系ブルガリア人設計士コンスタンティン・ヨヴァノヴィッチが設計したネオ・ルネサンス様式となっている。工事は1884年から1886年にかけて行なわれ、着工当時は22歳だったザクセン出身の建築家フリートリヒ・ヴィルヘルム・グスタフェ・リーベが工事を担った。
国民議会の建物は1999年と2007年版の20レヴァ紙幣裏面に描かれている。
本館には十分な広さがないため、国民議会の一部の部局がソフィアのラルゴ地区にあるブルガリア共産党旧本部に入居している。